# ダミアン・キンテーロ
ダミアン・ウーゴ・キンテーロ・カプデビラ（Damián Hugo Quintero Capdevila、1984年7月4日 - ）は、スペインの空手家。アルゼンチン・ブエノスアイレス出身。

## 経歴
1984年にアルゼンチンの首都ブエノスアイレスに生まれた。5歳の時に家族とともにスペインに渡り、5歳から18歳まではアンダルシア州マラガ県トレモリーノスで暮らした。2002年に首都マドリードに移り、マドリード工科大学で航空工学の学位を取得した。
2010年にセルビアのベオグラードで開催された世界選手権の団体形では銅メダルを獲得した。
2014年にドイツのブレーメンで開催された世界選手権の団体形では金メダルを獲得した。
2015年にアゼルバイジャンのバクーで開催されたヨーロッパ競技大会の個人形では、決勝でイタリアのマッティア・ブサトに勝利して金メダルを獲得した。
2016年にオーストリアのリンツで開催された世界選手権の個人形では、決勝で日本の喜友名諒に敗れて銀メダルを獲得した。同大会の団体形では銅メダルを獲得した。
2017年にポーランドのヴロツワフで開催されたワールドゲームズ2017の個人形では、決勝で日本の喜友名諒に敗れて銀メダルを獲得した。
2018年にスペインのマドリードで開催された世界選手権の個人形では、決勝で日本の喜友名諒に敗れて銀メダルを獲得した。
2019年にスペインのグアダラハラで開催された欧州選手権の個人形では金メダルを獲得した。同年にはベラルーシのミンスクで開催されたヨーロッパ競技大会の個人形では、決勝でトルコのアリ・ソフォーグルに勝利して金メダルを獲得した。同年にはカタールのドーハで開催されたワールドビーチゲームズの個人形では、決勝で台湾の王翌達に勝利して金メダルを獲得した。
新型コロナウイルス流行で延期となり2021年に日本で開催された2020年東京オリンピックにも出場、決勝で日本の喜友名諒に敗れて銀メダルを獲得した。